# Юбилейная площадь (Минск)
Юбилейная площадь (бел. Юбілейная плошча) — площадь в Центральном районе города Минска.

## История
В 1826 г. в этом месте, тогдашней окраине города, минскими католиками был установлен памятный знак в связи с 1500-летием Никейского собора (325 г.).
Безымянная площадь запроектирована градостроительным планом Минска 1858 с существовавшим памятником "Юбилей".
На протяжении своей истории площадь именовалась:
Новое строение (1872, 1876, 1889)
Юбилейная (1880, 1895, 1904--1919, 1923, 1926)
Раковский базарчик (до 1896)
25 Октября (1919--1941, 1944--1955)
Западная (Westplatz 1941--1944)
Юбилейная (с 1952)

## Характеристика

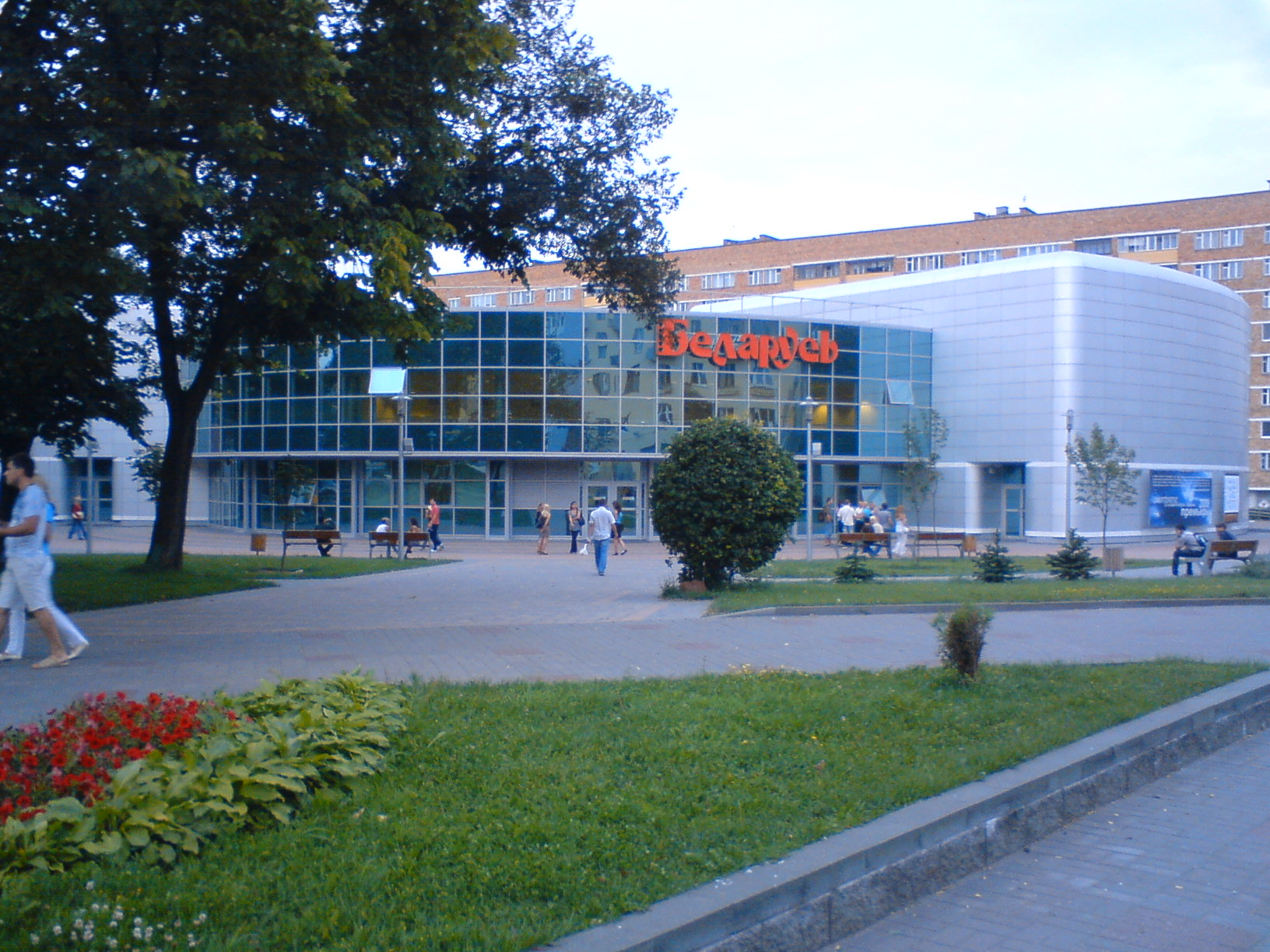
Мультиплекс «Беларусь»

Площадь ограничена улицами Кальварийская, Романовская Слобода, Мельникайте, М. Танка, Раковская. Вокруг площади расположены магазины, жилые и офисные здания, среди которых самое высокое на начало 2008 г. строение Минска — 24-этажное здание высотой 90 метров (построено в 1983 году). На самой площади размещался кинотеатр «Беларусь» (1961), который был снесён в 2005 г.; в сентябре 2008 г. на этом месте был открыт кинотеатр-мультиплекс под тем же названием. На площади расположены выходы станции второй, красной, линии метро «Фрунзенская» построенной в 1990 году. А так же выход с третьей, зелёной, линии, станции Юбилейная площадь открытой в 2020 году.